# Nación Libre Jaffa
La Nación Libre Jaffa es una nación ficticia formada por la raza alienígena Jaffa, en la serie de televisión Stargate SG-1.

## Historia
En la temporada nueve, los esfuerzos de la Resistencia Jaffa y la destrucción de los Señores del Sistema dieron como origen a la Nación Libre Jaffa, con el planeta Dakara como su nueva capital. La nueva nación se convirtió inmediatamente en una gran potencia, heredando parte de la flota de los Señores del Sistema, y llenando en parte el vacío de poder dejado por su derrota. En la elaborada ceremonia oficial de fundación de la Nación Jaffa, Teal'c y Bra'tac fueron nombrados caballeros de sangre, el más alto honor que puede ser conferido a cualquier Jaffa.
La nación fue gobernada por el Alto Consejo Jaffa, en la que se consignó votos sobre la base de los activos militares no confirmados, la nación se divide, al menos, en dos grandes facciones políticas: los Progresistas apoyados por Teal'c y el maestro Bra'tac con su visión de una democracia Representativa y los Tradicionalistas apoyados por la oligarquía militar con Gerak a la cabeza del Alto Consejo Jaffa.
Con la llegada de los Ori, las cosas empezaron a ser difíciles para la Nación Jaffa. La nación inicialmente decidió resistir la propagación del Origen y sus Priores, ya que la mayoría de los Jaffa estaban horrorizados ante la idea de adorar nuevamente a falsos dioses, como lo demostró la resistencia puesta por los Jaffa de Kallana en el episodio "Beachhead". Sin embargo, Gerak se convirtió al Origen y como resultado los Ori ganaron un poderoso aliado. La elección de Gerak amenazó con dividir a los Jaffa con una guerra civil, ya que los progresistas e incluso algunos de los compañeros tradicionalistas de Gerak se opusieron a esta idea, e incluso Yat'Yir tenía dudas. Al final, Gerak optó por rebelarse contra el Ori.
Una resolución aprobada por el Alto Consejo Jaffa convocó un referéndum para determinar si la nación aprobaba una Constitución basada en las democracias representativas de la Tierra. Las elecciones se llevaron a cabo dos meses después en el episodio "Stronghold". Los Jaffa sufrieron mucho en contra de los seguidores de los Ori ya que sus naves son casi completamente ineficaces contra las recién llegadas Naves de Batalla Ori. Uno de los primeros mundos Jaffa en caer ante los Ori es el planeta natal de Teal'c, Chulak.
El líder Jaffa Se'tak (sucesor de Gerak) tuvo problemas para hacer frente a los Ori por lo que decidió recurrir al Arma de Dakara. esta arma se utilizó en un mundo humano para erradicar a los seguidores del Origen. El plan tuvo éxito y una fuerza de ataque Jaffa compitió contra el SG-1 por el control de la nave Ori que estaba sobre el planeta. Pero desconocían que Adria aún estaba viva dentro de la nave y asesino a toda la fuerza de ataque, aprendiendo en el proceso la ubicación de Dakara. Acto seguido se dirigió al planeta y destruyó la Superarma, junto con Se'tak y sus leales seguidores. El maestro Bra'tac, junto el General Landry (quien había venido a discutir con Se'tak sobre el uso del arma) lograron sobrevivir a la devastación de Dakara escapando por el Portal. Muchos otros mundos Jaffa cedieron ante los Ori después de este suceso, si fueron realmente convertidos o fue por miedo es desconocido.
Algunos grupos, como el Illac Renin, se convirtieron en devotos del camino que los Ori les mostraron a pesar de que muchos se resistieron. Con el fin de contribuir a estabilizar el liderazgo de los Jaffa, una cumbre pacífica fue convocada en el mundo Jaffa: Dar Eshkalon, pero fue arruinada por un ataque que mató a muchos de los asistentes. Se puso de manifiesto que esto fue hecho por Jaffa radicales al servicio de los Ori y fueron dirigidos por un ex Primado conocido como Arkad que deseaba poner el destino de los Jaffa en manos de los Ori. Además, para obtener el favor de sus nuevos amos, se apoderó de armas de grado naquadah para utilizarlas en contra de los Tau'ri pero fue asesinado por Teal'c antes de que pudiera lograr sus planes. Actualmente, el destino de la Nación Jaffa es desconocida más allá de la eliminación de esta amenaza.
Tras la eliminación de los Ori y de Adria mediante el Sangraal y el Arca de la Verdad, es de suponer que los Jaffa quedaron libres por segunda vez y estén reconstriyendo la Nación Libre Jaffa. Esto se supone, debido a que al principio de la película Stargate: El Continúo, Teal'c menciona que la mitad de la flota de los Jaffa libres está vigilando sobre el planeta donde va a tener la ejecución de Ba'al para impedir cualquier intento de huida.
- Datos: Q5668452